# AKSM-333
AKSM-333 – przegubowy, trzyosiowy, niskopodłogowy trolejbus, wytwarzany w białoruskich zakładach Biełkommunmasz. Pierwszy trolejbus wyprodukowano w 1998 roku. Kolejne egzemplarze powstały w latach: 1999, 2002–2004 i 2009–2016.

## Modyfikacje
Modyfikacje:
- AKSM-33300 (model bazowy) – silnik prądu przemiennego, rozruch oparty na tranzystorach IGBT,
- AKSM-33300А – silnik prądu przemiennego, rozruch oparty na tranzystorach IGBT, pomocnicze baterie,
- AKSM-33302 – silnik prądu stałego, rozruch tyrystorowy,
- AKSM-33304 – silnik prądu stałego, rozruch oparty na tranzystorach IGBT,
- AKSM-33305 – dwa silniki prądu stałego, rozruch oparty na tranzystorach UGBT,
- SWARZ-6237 – silnik prądu przemiennego, rozruch oparty na tranzystorach IGBT, modyfikacja powstała z gotowych części w moskiewskich zakładach SWARZ w 2010 r.

## Dostawy
| Państwo        | Miasto         | Lata dostaw    | Liczba | Numery taborowe |       |
| -------------- | -------------- | -------------- | ------ | --------------- | ----- |
| Argentyna      | Cordoba        | 2010           | 1      | 63              | [ 2 ] |
| Białoruś       | Bobrujsk       | 2006           | 1      | 128             | [ 2 ] |
| Białoruś       | Mohylew        | 2003           | 1      | 022             | [ 3 ] |
| Białoruś       | Mińsk          | 2009–2016      | 126    |                 | [ 4 ] |
| Łotwa          | Ryga           | 2001           | 11     | 2-700–2-710     | [ 4 ] |
| Rosja          | Moskwa         | 2009           | 5      | 7680–7685       | [ 4 ] |
| Serbia         | Belgrad        | 2004           | 12     | 165–176         | [ 5 ] |
| Łączna liczba: | Łączna liczba: | Łączna liczba: | 157    |                 |       |